# Штосбан
46°59′28″ пн. ш. 8°40′24″ сх. д. / 46.99107° пн. ш. 8.67331° сх. д.
Штосбан (нім. Stoosbahn) — фунікулер у кантоні Швіц, сполучає Гінтере-Шлатлі (нім. Hintere Schlatli) у муніципалітеті Швіц з селом та гірським курортом Штос, у муніципалітеті Моршах. Фунікулер має довжину 1 547 м та долає різницю висот 744 м. Його було відкрито 15 грудня 2017 року на заміну старого фунікулеру Швіц-Штос, що функціював з 1933 року.
Фунікулер Штосбан долає нахил 110 %. Кожен вагон вміщає по 136 пасажирів. За годину з максимальною швидкістю руху 10 м/с можуть бути перевезені 1500 чоловік. Привід фунікулера розташований на верхній станції. на нижній станції розташований пристрій натягу каната. В середині шляху як і в старому фунікулері розташована стрілка для роз'їзду вагонів.
Будівництво тривало 14 років. Кошторисна вартість робіт — 52 млн швейцарських франків.
Цей фунікулер має найбільший градієнт підйому у світі, посунувши з першого місця Гельмербан, хоч в Австралії є фунікулер Катумба-Сінік-Ворлд з градієнтом нахилу 122 %, проте австралійський фунікулер не є класичним, а скоріше похилим ліфтом (на кшталт Одеського фунікулеру)
Технічні характеристики:
- Довжина: 1547 м
- Підйом: 744 м
- Ширина колії: 1200 мм
- Мінімальний градієнт підйому: 0 ‰
- Максимальний градієнт підйому: 1110 ‰
- Рухомий склад: 2 вагони (по 136 пасажирів)
- Потужність натяжної машини: 1000 kW
- Діаметр троса: 54 mm
- Швидкість: 10 m/s (36 km/h)
- Час подорожі: 4 хвилини
- Пасажирообіг: 1500 осіб на годину